# 新城县 (北魏)
新城县，中国古县名。位于今河南省内乡县和邓州市结合部一带。
西汉时属冠军县地。北魏太和（477年—499年）中，割冠军县置新城县，属南阳郡。西魏改称临湍县。隋朝复为新城县，属邓州。唐朝武德二年（619年），县移治虎遥城（今邓州市罗庄镇南古村），置郦州。八年，州废，属邓州。贞观三年（629年），还治故临湍聚，南去虎遥城十里。天宝初，复改曰临湍县。五代后汉改曰临濑县。北宋建隆初年，省入穰县 。